# Jan Hendrik Scholten
Jan Hendrik Scholten, geboren als Johannes Heinrich Scholten (Vleuten, 17 augustus 1811 – Leiden, 10 april 1885), was een Nederlands protestants theoloog.

## Biografie
Na zijn studietijd aan de Universiteit van Utrecht, werd Scholten professor in de Theologie in 1840 te Franeker. Na zijn tijd in Franeker vertrok hij in 1843 naar Leiden als professor extraordinarius, en promoveerde in 1845 tot ordinarius. Via Scholten raakte Abraham Kuenen geïnteresseerd in de theologie; op dat moment was Scholten nog niet de radicale theoloog die hij later zou worden. Beide theologen stonden aan de wieg van een beweging, ook wel bekend als 'Moderne Theologie', verwant aan de Duitse Tübingen School. In deze theologie kwam een absoluut antisupranaturalisme centraal te staan.
Scholten begon zijn academische carrière in de dogmatische theologie en filosofie van religie, en bewoog zich richting de studie van het Nieuwe Testament.

## Werken
- Leer der hervormde kerk in hare grondbeginselen (Leiden, 1848-50)
- Historisch-kritische inleiding tot de schriften des Nieuwen Testaments (Leiden, 1855. 2e druk 1856);
- Geschiedenis der christelijke godgeleerdheid gedurende het tijdperk des Nieuwen Testaments (Leiden, 1856. 2e druk 1857);
- Het evangelie naar Johannes (Leiden, 1864);
- De oudste getuigenissen aangaande de schriften des Nieuwen Testaments (1866);
- Het oudste evangelie (Leiden, 1868);
- Het Paulinisch evangelie (Leiden, 1870);
- De apostel Johannes in Klein-Azië (Leiden, 1871);
- Historisch-critische bijdragen naar aanleiding van de nieuwste hypothese aangaande Jezus en Paulus (Leiden, 1882).

Hoe Scholtens theologie zich door de tijd ontwikkeld heeft, is te lezen in zijn Afscheidsrede bij het Neerleggen van het Hoogleeraarsambt (1881), en in de biografie geschreven door Abraham Kuenen, Levensbericht van J. Henricus Scholten (1885).

## Trivia
In 1856 werd hij lid van de Koninklijke Nederlandse Academie van Wetenschappen.

## Voetnoten
1. 1 2  Gerrit J. Tenzythoff, Sources of Secession: The Netherlands Hervormde Kerk on the Eve of the Dutch Immigration to the Midwest. Historical Series of the Reformed Church in America, No. 17, Donald J. Bruggink (editor), (Grand Rapids, MI: Eerdmans, 1987), 102.
2. ↑  J.H. Scholten (1811 - 1885). Royal Netherlands Academy of Arts and Sciences. Geraadpleegd op 17 July 2015.

- Bibliothèque nationale de France: cb107186005 (data)
- Biografisch Portaal: 28507892
- Digitale Bibliotheek voor de Nederlandse Letteren: scho020
- Gemeinsame Normdatei: 120633795
- International Standard Name Identifier: 0000 0000 2712 5541
- Library of Congress Control Number: n87940379
- Nationale Bibliotheek van Israël: 987007274288605171
- Nederlandse Thesaurus van Auteursnamen: 068926405
- Système universitaire de documentation: 09461377X
- Virtual International Authority File: 52525544
- WorldCat: E39PBJt43XBFJMhCcd3x37RkDq